# Bernard Loiseau

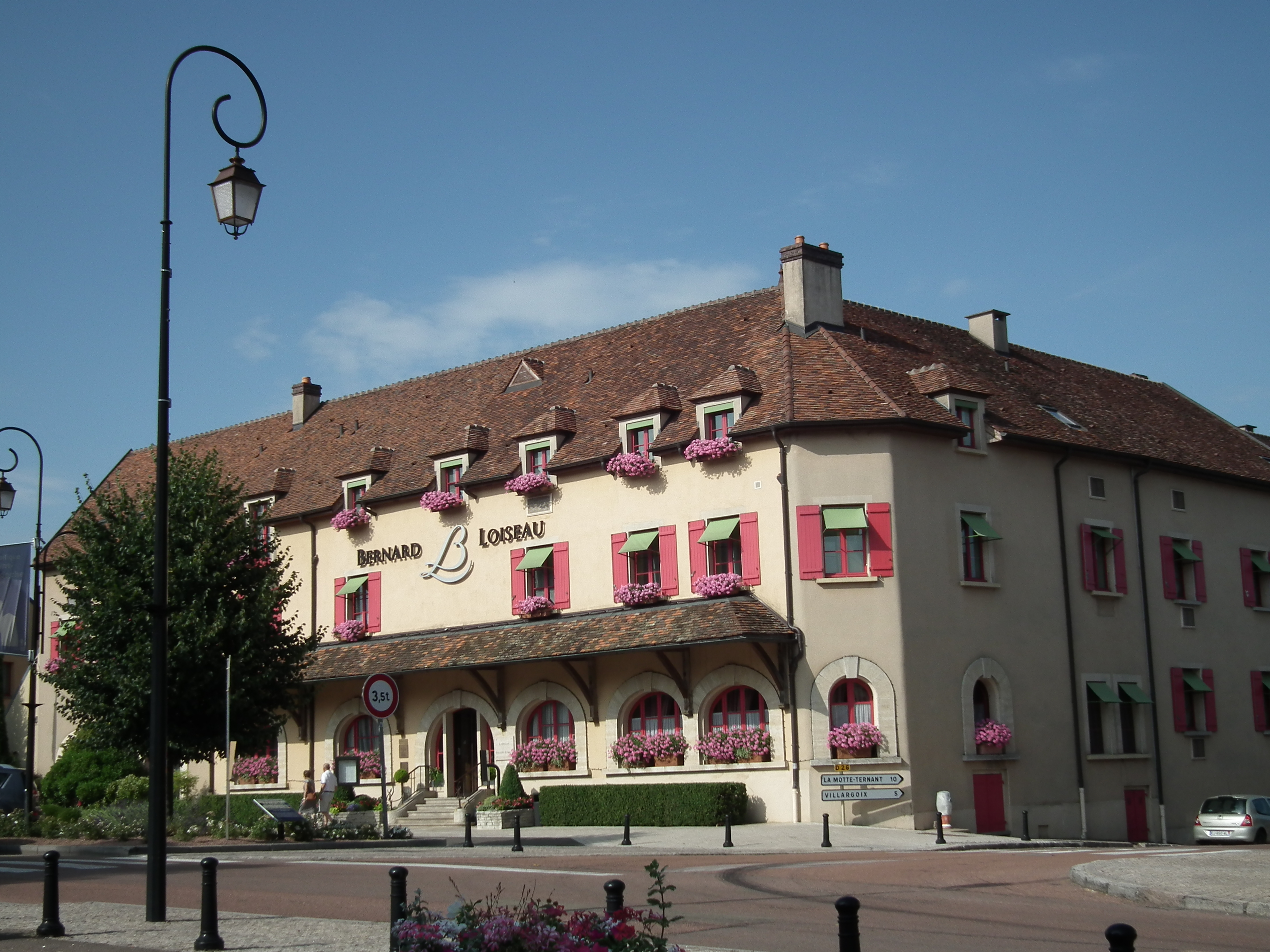
Restaurant Le Relais Bernard Loiseau in Saulieu

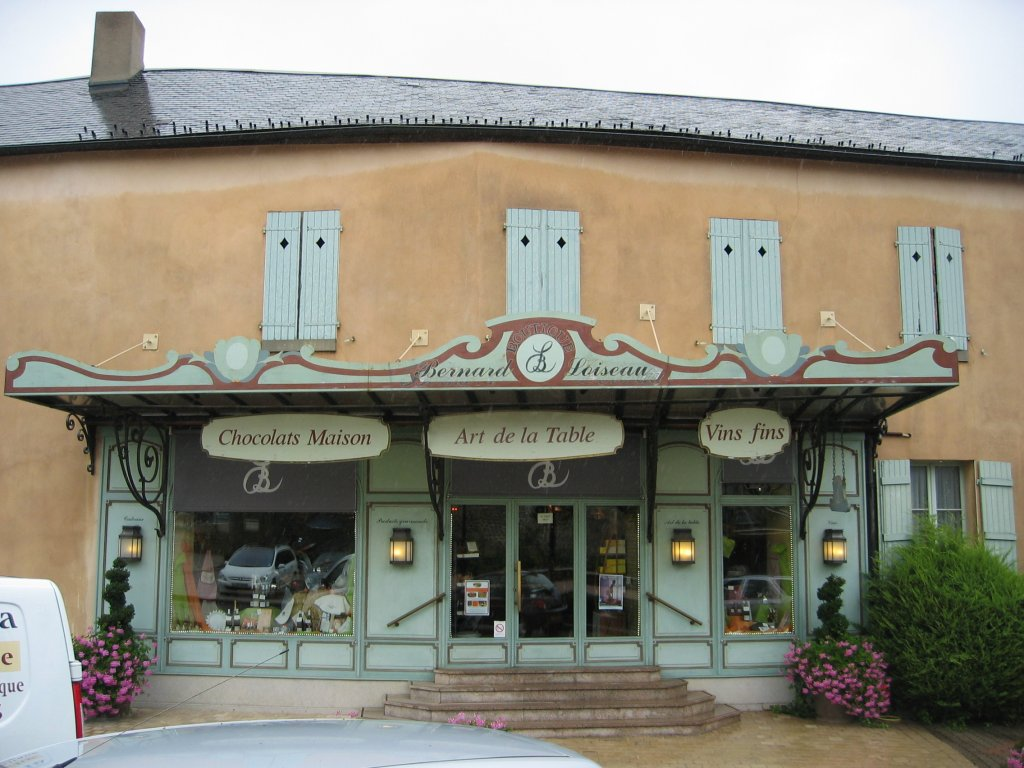
Boutique Bernard Loiseau

Bernard Loiseau (* 13. Januar 1951 in Chamalières; † 24. Februar 2003 in Saulieu) war ein französischer Koch.

## Werdegang
Loiseau wurde in der Auvergne geboren. Seine Mutter, eine Fleischfachverkäuferin, vermittelte ihm die Liebe zur lokalen Küche. Loiseau erhielt seine Kochausbildung von 1968 bis 1971 im berühmten Restaurant La Maison Troisgros der Brüder Jean und Pierre Troisgros in Roanne. Ab 1972 arbeitete Loiseau bei Claude Verger bei La Barrière de Clichy und wurde durch den Gault-Millau bald als Wunderkind und als Befürworter der Nouvelle Cuisine gefeiert.
1975 kaufte Verger das vormals renommierte Restaurant La Côte d'Or (deutsch: Die Goldküste) in Saulieu im Burgund und machte den 24-jährigen Loiseau zum Chefkoch.
1982 kaufte Loiseau das Restaurant. 1991 verlieh ihm der Guide Michelin drei Sterne. Seine fanatische Liebe zum Detail und sein frenetisches Arbeitsethos waren bekannt.
1998 gründete Loiseau die Bernard Loiseau Aktiengesellschaft. Bis zu seinem Tod war er der einzige Küchenchef, dessen Firma an der französischen Börse gehandelt wurde. Die Firma veröffentlichte zahlreiche Bücher, handelte mit Tiefkühl-Produkten und eröffnete drei Restaurants in Paris zusätzlich zum laufenden La Cote d'Or mit angrenzender Boutique.
Ende der 1990er-Jahre gab es Diskussionen, ob die damals neue Fusionsküche die eher traditionelle Küche wie die von Loiseau ablösen könnte. Loiseau war hoch verschuldet und litt unter Anfällen schwerer Depressionen. Im Februar 2003 starb Loiseau durch Suizid. Der Gault Millau hatte kurz vor seinem Tod sein Restaurant von 19 auf 17 Punkte herabgestuft. Zudem gab es Gerüchte im Le Figaro, dass der Guide Michelin plante, dem La Côte d'Or einen Stern zu streichen. Das Restaurant behielt die drei Michelin-Sterne bis Anfang 2016, als es auf zwei Sterne herabgestuft wurde.
Loiseau Lebenswerk wird bis heute als Le Relais Bernard Loiseau unter Küchenchef Patrick Bertron (* 1962) weitergeführt.

## Auszeichnungen
- 1986: Chevalier de l’Ordre national du Mérite[4]
- 1994:  Ritter der Ehrenlegion (Chevalier de la Légion d’Honneur (Ch. LH))[5]
- 2002: Officier  de l’Ordre national du Mérite[6]